# József Andrusch
József Andrusch (ur. 31 marca 1956 w Budapeszcie) – węgierski piłkarz występujący na pozycji bramkarza.

## Kariera klubowa
József Andrusch jest wychowankiem Újpestu Budapeszt, jednakże nigdy w nim nie zagrał. W 1974 przeszedł do klubu Hódmezővásárhelyi Porcelán. W latach 1975–1976 grał w klubie Fősped Szállítók, z którego przeszedł do Volan FC, gdzie grał przez kolejne cztery sezony. W latach 1980–1982 grał w Dorogi Bányász, z którego przeszedł do Honvédu Budapeszt, w którym grał przez pięć kolejnych sezonów. Z Honvédem zdobył trzykrotnie mistrzostwo Węgier w 1984, 1985 i 1986 oraz puchar Węgier w 1985 roku.
W 1987 roku przeszedł do lokalnego rywala Vasasu Budapeszt, w którym zakończył piłkarską karierę w 1990 roku.

## Kariera reprezentacyjna
W reprezentacji Węgier József Andrusch zadebiutował 25 sierpnia 1984 w meczu z reprezentacją Meksyku w Budapeszcie. W 1984 wystąpił jeszcze w trzech meczach eliminacji mistrzostw świata 1986 z reprezentacją Austrii, reprezentacją Holandii, reprezentacją Cypru. Po raz piąty i ostatni w reprezentacji wystąpił 2 lutego 1986 w Dosze w meczu przeciwko reprezentacji Kataru.
W tym samym roku József Andrusch uczestniczył w mistrzostwach świata w Meksyku. Na mundialu był rezerwowym i nie wystąpił w żadnym meczu.